# Hedorah
Hedorah ( ヘドラ )  est un kaiju qui apparait en premier lieu en 1971 dans le film Godzilla vs Hedora.

## Liste des apparitions
- 1971 : Godzilla vs Hedora (Gojira tai Hedorah), de Yoshimitsu Banno
- 2004 : Godzilla: Final Wars (Gojira: Fainaru uôzu), de Ryuhei Kitamura
- 2019 : Hedorah : Silent Springs de Hiroto Yokoyama